# Résultats d'un moteur de recherche
Pour les articles homonymes, voir Serp.

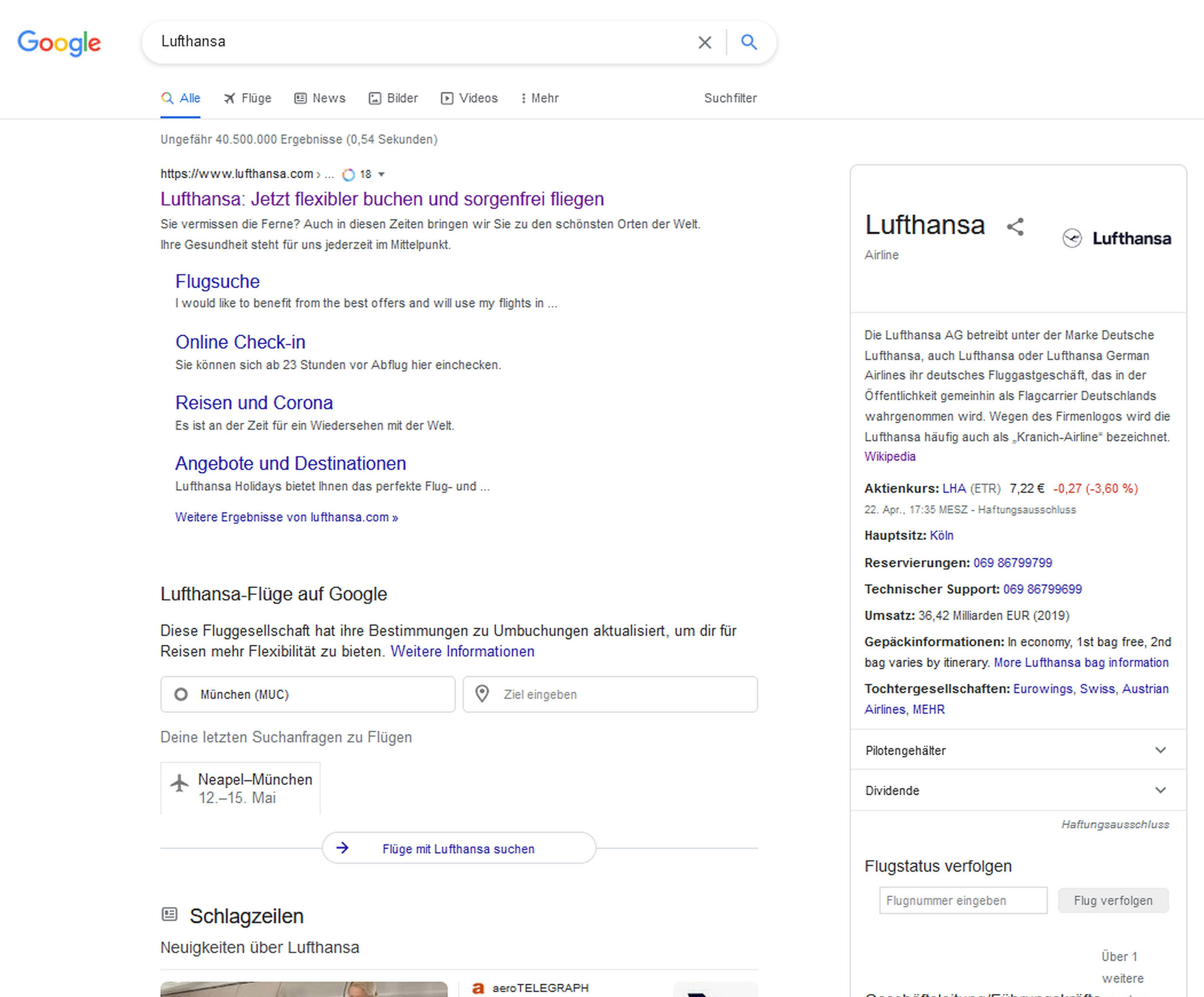
Capture d'écran d'une page de résultats de recherche avec le moteur Google sur PC en 2022.

La page de résultats d'un moteur de recherche (également connue sous l'acronyme SERP, pour l'anglais search engine results page) est une page web qu'un moteur de recherche génère automatiquement en fonction de mots-clés saisis par un internaute, et qui consiste en un ensemble de liens pointant vers les ressources qu'il considère, parmi toutes celles qu'il indexe, comme pertinentes pour cette requête au regard de son système de classement intrinsèque.

## Contenu
Les résultats sont généralement présentés sous la forme d'une liste, classés par ordre décroissant de pertinence.
Cependant, on peut trouver parfois des présentations différentes, voire exotiques. Il existe plusieurs dizaines d'affichages possibles dans les SERP.

### Informations
Chacun des résultats peut être accompagné d'éléments tels que :
- le titre et/ou l'URL de la ressource ;
- le rang et/ou le pourcentage de pertinence de la ressource, selon le classement établi par le moteur de recherche ;
- un résumé ou une brève description de la ressource ;
- la favicon du site web ;
- un aperçu en image (capture d'écran) de la ressource ;
- l'extrait de la ressource contenant les mots-clés saisis, avec un formatage les mettant en valeur (par exemple en gras) ;
- la taille de la ressource, en octets ;
- le type de ressource, dans le cas de documents qui ne sont pas des pages web (PDF, RTF, DOC, TXT, etc.) ; ces formats nécessitant un logiciel externe au navigateur pour être visualisés, un lien vers une conversion en page web peut être proposé ;
- des liens vers :
  - une traduction automatique de la ressource,
  - une version en cache de la ressource (au cas où elle serait inaccessible), avec éventuellement les mots-clés de la requête mis en évidence (en surbrillance par exemple) ;
- la date à laquelle la ressource a été indexée et mise en cache ;
- lien(s) vers le(s) premier(s) fichiers multimédias (sons, vidéos, animations) trouvé(s) sur la page (possibilité intéressante mais rarement rencontrée).

Google Labs essaie d'autres types de présentations comme :
- une frise chronologique (Exemple de recherche sur les Beatles) ;
- un lien vers Google Maps.

### Autres informations contenues dans une page de résultats
La page peut également contenir :
- un champ de saisie permettant de soumettre une nouvelle requête ;
- des liens publicitaires, dans des zones en principe clairement identifiées : les moteurs de recherche étant généralement gratuits, ces publicités permettent aux entreprises qui les éditent de réaliser des bénéfices (par exemple AdWords sur Google) ;
- des suggestions de requêtes différentes :
  - avec une combinaison de mots-clés qui pourrait être plus efficace,
  - avec l'orthographe correcte, si une faute a été détectée dans la requête initiale,
  - sur un corpus plus restreint (limité par exemple à une langue, un type de ressource particulier), ou encore, si la requête était initialement limitée, sur un corpus différent ou plus général ;
- un lien pour transmettre la page de résultats à un ami par courrier électronique (ex. : Mozbot).

Les résultats sont généralement trop nombreux pour être tous affichés sur une seule page, si bien qu'ils sont répartis sur un certain nombre de pages successives. Le nombre total de pages et/ou de résultats est généralement affiché, avec des liens pour naviguer entre ces différentes pages.
Il existe des moteurs de recherche qui sont capables de reconnaître certains types de requêtes et d'afficher un résultat en conséquence. Par exemple :
- une carte du lieu correspondant à un toponyme ou au nom d'un établissement ;
- le résultat d'un calcul mathématique ;
- une conversion d'unités ;
- une définition, un lien ou un résumé d'un article encyclopédique (généralement Wikipédia) ;
- des comparaisons de prix pour un produit ;
- etc.

## Mise en cache[réf.nécessaire]
Dans le but d'améliorer leurs temps de réponse, certains moteurs de recherche mettent en cache les pages de résultats correspondant aux requêtes les plus fréquentes et affichent ces pages à partir de leur cache plutôt qu'en faisant une recherche. Ces pages de résultats sont régulièrement mises à jour afin de prendre en compte les nouvelles ressources et de réajuster le classement des différentes ressources.
La mise à jour des pages de résultats en cache peut toutefois prendre plusieurs jours ou semaines, ce qui peut se traduire par des résultats inappropriés car obsolètes.